# Manjaurtjärnen
Manjaurtjärnen är en sjö i Lycksele kommun och Vindelns kommun i Västerbotten och ingår i Umeälvens huvudavrinningsområde. Sjön har en area på 0,148 kvadratkilometer och ligger 225,2 meter över havet.

## Delavrinningsområde
Manjaurtjärnen ingår i det delavrinningsområde (718401-166755) som SMHI kallar för Utloppet av Manjaurträsket. Medelhöjden är 254 meter över havet och ytan är 32,71 kvadratkilometer. Räknas de 42 avrinningsområdena uppströms in blir den ackumulerade arean 497,81 kvadratkilometer. Åman som avvattnar avrinningsområdet har biflödesordning 3, vilket innebär att vattnet flödar genom totalt 3 vattendrag innan det når havet efter 168 kilometer. Avrinningsområdet består mestadels av skog (72 procent). Avrinningsområdet har 3,95 kvadratkilometer vattenytor vilket ger det en sjöprocent på 12,1 procent.